# Pseudapistosia leucocorypha
Pseudapistosia leucocorypha là một loài bướm đêm thuộc phân họ Arctiinae, họ Erebidae.